# Lucien Combelle
Pour les articles homonymes, voir Combelle.
Lucien Combelle est un écrivain et journaliste français, né le 4 avril 1913 à Rouen et mort dans la même ville le 17 janvier 1995.

## Biographie
Fils d'un ouvrier tué pendant la Première Guerre mondiale, admirateur de Charles Maurras, il devient ami avec Paul Léautaud, Claude Roy, Louis-Ferdinand Céline.
Enseignant dans un  collège religieux, il devient , après sa démission, secrétaire d'André Gide en 1936. Il fut aussi membre de l'Action française, puis s'engagea, sous l'Occupation, dans la collaboration, écrivant dans La Gerbe, participant à la fondation de Révolution nationale, dont il fut le rédacteur en chef  et le directeur,.
Il fut un des derniers témoins du suicide de Pierre Drieu la Rochelle dont il était proche,. Il fut l'un des signataires du manifeste collaborationniste : Déclaration commune sur la situation politique du 5 juillet 1944, portant les signatures d'Abel Bonnard, Jean Bichelonne, Fernand de Brinon, Marcel Déat et de 29 personnalités parisiennes.
Condamné le 28 décembre 1944 par la 6e section de la Cour de justice à quinze ans de travaux forcés, il bénéficia de l’amnistie de 1951.
Il participa dans les années 1960-1980 sous divers pseudonymes (Lucien Dauvergne, Lucien François, Monsieur Larousse, Oncle Lulu) au journal Pilote et à Europe no 1.
Il fut journaliste chroniqueur au Progrès, à Combat, à Absolu et à Art up, et participa dès sa création à Pilote (d'abord à la rubrique « Charlie », puis dans les pages centrales : « Histoire de la mythologie germanique », « Histoire de la drogue », « Histoire de l'anarchie », etc.).
Il a aussi publié trois albums chez Dargaud : Quand les héros étaient des dieux (en deux volumes), Lawrence d’Arabie ou le Mirage du désert (dessins de Jaime Brocal Remohí).
Il participe à la création des Radiophoniques sur RTL : Quitte ou double avec Zappy Max et Marcel Fort, et Le personnage mystérieux avec Roger Lanzac (RTL Radio Circus).
Il participe à trois émissions Apostrophes en présence d'Anne Sinclair et de Philippe Alfonsi. Dans l'émission du 1er décembre 1978, invité à l'occasion de la sortie de son autobiographie "Pêché d'orgueil", il déclare à Bernard Pivot :"Le sens de l'amitié chez moi fait que je reste fidèle à Drieu, je reste fidèle à Céline, je reste fidèle à Brasillach, je reste fidèle à Jean Fontenoy. Ce sont des hommes que j'ai aimés, et je ne renie rien de ce que j'ai fait et je renie encore moins ces amis-là".

## Publications
- Chansons du mirador, Frédéric Chambriand, 1951, 68 p. Plaquette de poèmes.
- Je dois à André Gide, Frédéric Chambriand, 1951, 145 p.
- Prisons de l'espérance, E.T.L., 1952, 125 p.
- La vie de Louis Renault, La Table Ronde, 1954, 223 p. Ecrit sous le pseudonyme de "Lucien Dauvergne".
- Quand les héros étaient des dieux : de Gilgamesh à Siegfried, Dargaud, 1969. Bande-dessinée, avec les dessins de José Bielsa.
- Péché d'orgueil, Olivier Orban, 1978, 329 p.
- Liberté à huis clos, Éditions de la Butte aux Cailles, 1983, 191 p.
- Lawrence d’Arabie ou le Mirage du désert, Dargaud, 1983. Bande-dessinée, avec les dessins de Jaime Brocal Remohí.

## Radio
- Pierre Assouline, « À voix nue : interview de Lucien Combelle », sur France Culture, 25 au 29/07/1988, rediffusion 08/05/2017.